# Кинана
Кинана, также Киннана, Кенана, Кинна (др.-греч. Κυνάνη, Κυννάνη, Κύνα; ок. 358 до н. э. — ок. 323 до н. э.) — единокровная сестра Александра Великого, дочь македонского царя Филиппа II от иллирийской царевны Аудаты.
В детстве мать Кинаны Аудата учила дочь верховой езде, охоте и бою. Незадолго до своей смерти Филипп II выдал дочь замуж за племянника и возможного наследника престола Аминту IV, в браке с которым Кинана родила дочь Адею. После того как к власти пришёл Александр Македонский Аминта был казнён. Овдовевшая Кинана посвятила себя воспитанию дочери.
Вскоре после смерти Александра Кинана включилась в борьбу за власть. Она, вместе с дочерью, несмотря на противодействие со стороны наиболее могущественных на тот момент людей в Македонской империи Антипатра и Пердикки, отправилась в Вавилон. В Малой Азии она была убита по личному приказу регента империи Пердикки. Недовольство рядовых воинов убийством сестры Александра и дочери Филиппа II заставило Пердикку согласиться на брак дочери Кинаны с новым формальным царём Македонской империи Филиппом III Арридеем.

## Биография

### Происхождение. Ранние годы
Кинана, дословно её имя означало «сияющая» или «лучезарная», родилась в 358/357 году до н. э. в семье македонского царя Филиппа II и Аудаты, которая при замужестве приняла имя Эвридики. Мать была близкой родственницей могущественного иллирийского царя Бардила. Историки приводят различные версии о степени родства Бардила и Аудаты. Г. Макурди назвала Аудату «возможно, дочкой», Дж.-Р. Эллис — «дочкой или племянницей», Й. Уортингтон — иллирийской княжной, «возможно внучкой» Бардила. Около 359 года до н. э. девушку выдали замуж за Филиппа II. Их брак был частью условий мирного договора между македонянами и иллирийцами.
Аудата по иллирийским обычаям учила дочь верховой езде, охоте и бою. Возможно, по мнению Н. Ю. Сивкиной и Е. Ю. Борисовой, Аудата забрала Кинану на родину в Иллирию, где и прошло её детство. Впоследствии она вернулась в Македонию. В юности она сопровождала отца во время похода против иллирийцев. Полиэн писал, что Кинана командовала войском и собственноручно убила королеву Карию, после чего иллирийцы бежали. По мнению В. Хеккеля, имя «Карии» является ошибкой перевода «др.-греч. καιρίαν ές αύχένα πλήξασα» (нанести смертельный удар в шею). Саму историю о поединке между двумя женщинами он считал легендой, предположительно выдуманной Дуридом Самосским.

### После замужества
Вскоре после похода, предположительно между 338 и 336 годами до н. э., Филипп II выдал Кинану замуж за своего племянника, сына погибшего царя Пердикки III, Аминту. Таким образом, по одной из версий, Филипп II на фоне ссоры с сыном Александром признавал Аминту своим наследником. Эта версия, хоть и не является общепринятой в историографии, имеет основания. Свадьба между дочерью действующего и сыном предыдущего царей создавала угрозу для престолонаследия Александра. После убийства Филиппа II в 336 году до н. э. часть македонян рассматривали Аминту в качестве нового царя. В связи с этим при воцарении Александра Аминта был казнён по обвинению в заговоре среди лиц, которые могли угрожать молодому царю.
В браке с Аминтой Кинана родила дочь Адею, которая впоследствии взяла имя Эвридики. О. Палагия высказала предположение о том, что у Кинаны кроме Адеи родилась ещё одна дочь, которую в честь матери также назвали Кинаной. Эта гипотеза основана на археологической находке в Верии надгробной плиты с надписями «Адея, дочь Кассандра» и «Знай, что подо мной находится могила Адеи. Ужасный Аид забрал её после болезни, когда она была ещё девственницей, не готовой к браку. Она умерла, оставив в великом и вечном трауре свою мать, Кинану, которая её родила, и отца Кассандра.» По мнению историка, Кинану-младшую взял в жёны сын наместника Македонии Антипатра Кассандр. Брак с внучкой Филиппа II можно рассматривать как династический. Возможно, Кинана-младшая была матерью будущего царя Филиппа IV.
В следующем после убийства Аминты 335 году до н. э. Александр пообещал царю фракийского племени агриан Лангару в жёны свою овдовевшую сестру. Однако брак не состоялся, так как Лангар вскоре умер. Кинана так и осталась незамужней. По мнению Э. Кэрни, Александр больше не делал попыток обустроить личную жизнь сестры, так как брак Кинаны с македонянином мог привести к появлению потенциальных наследников престола, что не входило в планы македонского царя.
Во время царствования и походов Александра Кинана оставалась в Македонии посвятив себя воспитанию дочери, в том числе обучению её военному делу.

### Поход в Азию. Гибель
В 323 году до н. э. внезапно умер Александр, не назвав наследника, и в стране началась борьба за трон. После короткого периода смуты на общевойсковом собрании в Вавилоне были избраны два царя — слабоумный и недееспособный брат Александра Арридей и малолетний сын Александра от Роксаны. Регентом при неспособных управлять Македонской империей царях был назначен военачальник Пердикка. В этих условиях Кинана и Эвридика, которые принадлежали к царской династии Аргеадов, включились в борьбу за власть.
Напрямую Кинана не могла претендовать на царскую диадему. Она должна была искать мужа для своей дочери, брак с которым мог бы удовлетворить её властные амбиции. Кинана предложила руку Адеи, которой было около 15 лет, новоизбранному царю Арридею. Для Кинаны не было тайной слабоумие предполагаемого зятя. Современники не воспринимали его самостоятельной фигурой. Соответственно, он мог стать игрушкой в руках властной и амбициозной супруги. Титул царя и формальная высшая власть Филиппа III Арридея давали возможность воплотить в жизнь честолюбивые планы Кинаны относительно будущего дочери. В браке мог родиться наследник царского престола без примесей персидской крови, что для македонян имело большое значение.
Античные источники передают запутанную и полную приключений историю обстоятельств свадьбы. Брак между царём и Адеей противоречил интересам наиболее влиятельных лиц в Македонской империи Пердикки и Антипатра, так как потенциально мог ограничить их собственную власть. Кинана с небольшим войском выступила из Македонии. А. А. Клеймёнов датировал событие 323 годом до н. э., А. С. Шофман — октябрём 322 года до н. э. В области Стримона её попытался задержать наместник царя в Македонии Антипатр. Кинана с дочерью прорвали линию войск Антипатра, после чего форсированным маршем последовали к Геллеспонту. Пердикка, в свою очередь, отправил на встречу Кинане войско под командованием своего брата Алкеты с приказом доставить к нему непокорную женщину живой или мёртвой. Однако войско Алкеты отказалось вступить в сражение с дочерью Филиппа II. Кинана выступила перед македонянами с речью о своём царственном происхождении, неблагодарности Алкеты и измене Пердикки. В этих условиях Алкета приказал убить Кинану. Последующий ропот войска, который грозил перейти в открытое неповиновение, заставил Пердикку согласиться на брак между Адеей и Филиппом III Арридеем. Регент империи предполагал, что находившиеся в его лагере царь и царица будут под неусыпным контролем и, при необходимости, он сможет легко от них избавиться. Во время свадьбы Адея взяла имя Эвридики. Этим она подчёркивала свою родственную связь со своим дедом Филиппом II, чьи мать и жена носили такое же имя. Точно так же муж Эвридики незадолго до этого при воцарении поменял своё имя с Арридея на Филиппа.
Позднее, в 316 году до н. э., диадох Кассандр со всеми почестями перезахоронил прах Кинаны в царском склепе в Эгах рядом с дочерью и зятем.

## Оценки
Согласно современным оценкам, Кинана была смелой, отважной и способной на рискованные шаги женщиной. Незначительное количество информации в источниках о муже Кинаны Аминте даёт возможность сделать вывод, что он был управляем амбициозной супругой, которая хотела обеспечить ему македонский трон.
Кинана имела определённый авторитет в македонском войске. Смерть Кинаны произвела впечатление на рядовых воинов, что вынудило регента империи Пердикку согласиться на свадьбу царя с её дочерью. По образному выражению Э. Кэрни, Кинана заплатила за царствование дочери своей жизнью. А. А. Клеймёнов отмечал, что история о безрассудном походе Кинаны из Македонии в Азию с некоторыми вариациями представлена в трудах нескольких античных авторов. Её первоисточником был труд Дурида Самосского. Хоть этот античный историк зачастую давал чрезмерную волю воображению приводя яркие легенды, в данном случае историки не опровергают достоверность информации. В основе истории была популярность Кинаны среди македонского войска, как дочери Филиппа II, так и обученной военному делу женщины.
А. А. Клеймёнов отмечал определённое несоответствие образов воительницы Кинаны и характерной для патриархального македонского общества роли женщины как хранительницы очага. Дурис Самосский называл Кинану «иллирийкой». В данном случае этот эпитет был следствием не происхождения по матери, а культурной идентичности Кинаны. Влияние экстраординарных женщин при македонском царском дворе, таких как царицы Эвридика и Олимпиада, было связано с интригами и влиянием на супругов. Кинана выросла в чуждой для македонян иллирийской традиции, которая предполагала участие женщины в военных действиях. Также, её жизнь пришлась на бурное время походов Александра и начала войн диадохов, в которых статусные женщины, вопреки предыдущим стереотипам, получили возможность стать военно-политическими лидерами.

### Исследования
- Дройзен И. Г. История эллинизма. — Ростов н/Д.: Феникс, 1995. — Т. 2. — 544 с. — ISBN 5-85880-079-3.
- Кембриджская история древнего мира / под редакцией Д.-М. Льюиса, Дж. Бордмэна, С. Хорнблоуэра, М. Оствальда. Перевод, научное редактирование, примечания А. В. Зайкова. — М.: Ладомир, 2017. — Т. VI. Четвёртый век до нашей эры. Второй полутом. — 720 с. — ISBN 978-5-86218-542-3.
- Киляшова К. А. Политическая роль женщин при дворе македонских царей династии Аргеадов. Диссертация на соискание учёной степени кандидата исторических наук / Научный руководитель доктор исторических наук, профессор Э. В. Рунг. — Казань: Казанский (Приволжский) федеральный университет, 2018.
- Клеймёнов А. А. Македоно-иллирийское пограничье как место зарождения «военного чуда» эпохи Филиппа II и Александра Великого // Tractus aevorum: эволюция социокультурных и политических пространств. — Белгородский государственный национальный исследовательский университет», 2020. — Т. 7, № 1. — С. 3—21. — ISSN 2312-3044. — doi:10.18413/2312-3044-2020-7-1-3-21.
- Клеймёнов А. А. Варварский взгляд на гендерную роль: о македонских воительницах IV века до н.э. // Цивилизация и варварство: гендерные парадоксы варварства  / В.П. Буданова (Ред.). — М.: Аквилон, 2022. — Вып. XI. — С. 119—145. — doi:10.21267/AQUILO.2022.11.11.004.
- Сивкина Н. Ю., Борисова Е. Ю. Семья Филиппа II Македонского: культурологический подход античных авторов // Человек и культура. — 2024. — № 2. — С. 142—151. — doi:10.25136/2409-8744.2024.2.40599.
- Уортингтон Й[нем.]. Филипп II Македонский. — СПб. — М.: Евразия — ИД Клио, 2014. — 400 с. — ISBN 978-5-91852-053-6.
- Шифман И. Ш. Александр Македонский / ответственный редактор Э. Д. Фролов. — Л.: Наука, 1988. — ISBN 5-02-027233-7.
- Шофман А. С. Распад империи Александра Македонского / Печатается по постановлению редакционно-издательского совета Казанского университета. Отв. редактор В. Д. Жигунин. — Казань: Издательство Казанского университета, 1984.
- Bartels J. Cynnane ‘The Illyrian’? The Perils of Onomastics (англ.) // The Classical Quarterly. — Cambridge University Press, 2015. — 1 April (vol. 65, iss. 1). — P. 384—387. — doi:10.1017/S0009838814000561. — JSTOR 43905666.
- Carney E. D.[англ.]. Women and Monarchy in Macedonia (англ.). — Norman: University of Oklahoma Press, 2000. — ISBN 0-8061-3212-4.
- Macurdy G. H.[англ.]. Hellenistic queens : a study of woman-power in Macedonia, Seleucid, Syria, and Ptolemaic Egypt (англ.) / edited by David M. Robinson. — Westport, Connecticut: Greenwood Press, Publishers, 1975. — (The Johns Hopkins University Studies in Archaeology No. 14). — ISBN 0-8371-8271-9.
- Hammond N. G. L., Griffith G. T., Walbank F. W. A History of Macedonia (англ.). — Oxford: Clarendon Press, 1988. — Vol. III: 336-167 B.C.. — 690 p. — ISBN 0-l9-814814-1.
- Heckel W. Who's Who in the Age of Alexander and his Successors. From Chaironea to Ipsos (338—301 BC) (англ.). — Barnsley: Greenhill Books, 2021. — 554 p. — ISBN 978-1-78438-648-1.
- Miron D. Transmitters and Representatives of Power: Royal Women in Ancient Macedonia (англ.) // Ancient Society. — Leuven: Peeters Publishing, 2000. — Vol. 30. — P. 35—52. — ISSN 0066-1619. — JSTOR 44079805.
- Palagia O.[англ.]. The grave relief of Adea, daughter of Cassander and Cynnane (англ.) // Macedonian Legacies: Studies in Ancient Macedonian History and Culture in Honor of Eugene N. Borza  / T. Howe and J. Reames (eds.). — Claremont, California: Regina Books, 2008. — P. 195—214. — ISBN 978-1-930053-56-4.